# Rajasthanske brdske utvrde
Rajasthanske brdske utvrde je zajednički naziv za nekoliko utvrda izgrađenih na kamenitim obroncima indijske savezne države Rajasthana. One predstavljaju primjere vojne arhitekture Radžputa, te se odlikuju smještajem na vrhove planina i iskorištavanjem obrambenih odlika terena, ali i mnogobrojnim portalima kroz masivne i visoke utvrdbene zidine, te središnjim dvorištem s palačom, hramovima, spomenicima i rezervoarima vode (koji su uglavnom u uporabi i dan danas). Najpoznatije su ipak po svojim obrambenim odlikama, a unutar njih su ponekad bila ograđena sela, pa i cijeli gradovi. U njima se mogu naći odlike indijske arhitekture od 7. do 20. stoljeća i svaka utvrda ima seriju građevina koje predstavljaju razvoj vojne povijesti Rajputa od 8. do 19. stoljeća, što svjedoči o snazi rajputskih kraljeva. Trgovačka središta, svetišta i druga sveta mjesta unutar njih su često stariji od utvrda koje su se razvile u raskošne dvorove koji su poticali razvoj znanosti, glazbe i umjetnosti. Zbog toga je šest rajasthanskih brdskih utvrda upisano na UNESCO-ov popis mjesta svjetske baštine u Aziji i Oceaniji 2013. godine.
Utvrde se rasprostiru na velikom zemljopisnom i kulturnom području, a šest zaštićenih Rajasthanskih brdskih utvrda su: Chittorgarh, Kumbhalgarh, Ranthambore, Gagron, Utvrda Amer i Jaisalmer. 

## Povijest
Najstariji arheološki nalazi, iz 5. stoljeća, su otkriveni u utvrdama Chittorgarh i Ranthambore, dok jedna predaja kaže da je utvrdu Kumbhalgarh izgradio kraljević Jain iz dinastije Maurya u 2. stoljeću pr. Kr. No, pouzdano se zna da je Chitrangad, također vladar iz dinastije Maurya, podigao utvrdu u 7. stoljeću, dok su najstarije zgrade u utvrdama Ranthambore i Gagron iz 12. st. Ranthambore je tada već bio staro jainističko svetište, a Gagron je podigao radžputski klan Khinchi Chauhan.
Utvrdu Chittorgarh su u 13. i ranom 14. stoljeću proširili vladari rajputske Guhila dinastije kako bi poslužila kao prijestolnica Kraljevstva Mewar. Rathambore je 1301. god. opustošio i porušio vladar sjevernoinsijskog Hildžijskog sultanata, Alaudin Hildži (1296. – 1316.). No, nedugo potom osvojio ju je Mewarski kralj Sisodia Rajput. Mewarska dinastija Sisodia je u 14. stoljeću osvojila većinu ovih utvrda. U 15. stoljeću su obnovljene i dodatno utvrđene, osobito Utvrda Chittorgarh za vladavine kralja Rana Kumbha (1433. – 1468.) koji je od 1440. – 48. dao izgraditi i slavni toranj Vijay Stambh. Isti vladar je podigao i zidine, portale i nekoliko hramova u utvrdi Kumbhalgarh, ali i utvrde Gagron poslije 1439. god. Utvrdu Gagron je osvojio muslimanski general Mahmud Khilji, samo da bi je ubrzo povratio rajputski vladar Sisodije, Rana Sanga, koji ju je držao sve do 1532. god. kada ju osvaja vladar Gujarata i drži sljedećih 30 godina, dok ju naposljetku nije osvojio mogulski car Akbar 1561. god.
Akbar je nastavio osvajanje rajputskih utvrda, te je 1576. osvojio Chittorgarh, a 1576. god. i Rathambore. Također je nakratko 1578. god. osvojio i Kumbhalgarh, što ju ipak čini najmanje osvojenom rajputskom utvrdom od svih. U to vrijeme je rajputski saveznik mogula, Bharmal iz dinastije Kachchwaha (1547. – 74.) započeo graditi utvrdu u Ameru, u blizini današnje prijestolnice Jaipura. Njegovi nasljednici su nastavili ponovno širiti rajputsku vlast, a ponajviše Mirza Raja Jai Singh (1622. – 67.) kojemu se pripisuje cijeli tlocrt palače u Ameru. Mogulski car Jehangir je potpisao sporazum s klanom Sisodia kojima je vratio osvojenu utvrdu Chittorgarh uz uvjet da ih ne obnavljaju i dodatno utvrđuju. Tako su i druge utvrde vraćene Rajputima, kao mogulskim vazalima, Ranthambore Sawai Madho Singhu (1753.) i Gagron Maharao Bhim Singhu, vladaru Kota iz klana Hada.
Slabljenjem Mogulskog carstva, Rajputi su potpisali sporazum s britanskom Istočnom indijskom kompanijom 1818. god. Tada su započeli s obnovom utvrda, osobito u Chittorgarhu i Kumbhalgarhu. Nakon osamostaljenja Indije 1947. god., ove utvrde su pripale saveznoj državi Rajasthanu koja im je dodijelila status državnog spomenika iznimnog značaja.

## Popis lokaliteta
| Slika | Ime                           | Izgradnja      | Mjesto         | Distrikt                  | Koordinate                                  | Bilješke |
| ----- | ----------------------------- | -------------- | -------------- | ------------------------- | ------------------------------------------- | --- |
|       | Chittorgarh चित्तौड दुर्ग          | 7. – 14. st.   | Chittor        | Chittorgarh (distrikt)    | 24°53′11″N 74°38′49″E / 24.8863°N 74.647°E  | Utvrda se nalazi na 180 m visokom stjenovitom brdu iznad doline rijeke Berach i prostire na 691,9 ha od čega je 305 ha opasano zidinama, promjera od oko 2.000 x 150 m i duljine od oko 4,5 km. Utvrda je u 15. st. dobila sedam portala u nizu, te većinu od svojih 65 građevina, uključujući 4 palače, 19 hramova, 4 spomenika i 20 vodovodnih građevina. Kompleks palača je započet u 15., ali je značajno proširen u 16. st. Većina hramova su hinduistički (Kalikamata iz 8. st., Kshemankari iz 825. – 850., Kumbha Shyam iz 1448. i Adbuthnath iz 15. – 16. st.), ali ih je nakoliko i jainističkih (Shringar Chauri iz 1448. i Sat Bis Devri iz 11. – 15. st.). Kirti Stambha („Toranj slave”) iz 13. – 14. st. je visok 22 m i vrh mu je ukrašen jainskim skulpturama iz 12. st. U dvorskom kompleksu visinom i ukrašenošću se ističe 37, 2 m visok osmokatni toranj Vijay Stambha („Toranj pobjede”), podignut u slavu pobjede nad Mahmud Šahom Haldžijem I., sultanom Malwe, 1440. god. Sve građevine se ističu izvornom indijskom umjetnošću, osim nekoliko svodova koji imaju odlike islamske arhitekture, posuđene iz palača okolnih sultanata. |
|       | Kumbhalgarh Kumbhalmer        | 15. – 19. st.  | Kumbhalgarh    | Rajsamand                 | 25°08′51″N 73°34′59″E / 25.1475°N 73.5831°E | Mewarska utvrda je podignuta na nepristupačnom vrhu 1.100 m visokog brda i opasana je s 36 km dugim zidinama koji opasuju 268 ha. Prednje zidine su duge oko 14 km, s nizom 3–5 m visokih utvrđenih kružnih bastiona. Unutar zidina se nalazi preko 360 hramova, 300 starih jainističkih i šezdesetak hinduističkih. Kao i druge rajputske utvrde, Kumbhalgarh ima prilazni cik-cak put koji prolazi kroz sedam portala. U središtu se nalaze dvije palače, Kumbha Mahal (1443. – 1468.) i Badal Mahal (1884. – 1930.), te najvažniji hramovi kao što su Mataji iz 13. st., te skupine hinduističkih i jainističkih hramova iz 18. st., poznatih kao Golera svetišta. Tu su i brojne popratne građevine, kao što su brana Badva Bund i stepenasti bunar Langan Baori iz 15. st., te spomenici, paviljoni, vrtovi i trgovine. |
|       | Ranthambhore रणथम्भोर           | 944. – 14. st. | Sawai Madhopur | Sawai Madhopur (distrikt) | 26°06′50″N 76°16′17″E / 26.114°N 76.2715°E  | Utvrdu je osnovao kralj Sapaldaksha iz Chauhanske dinastije 944. god., a nazvana je po dva brda koja je spojila, Rann i Thambhore, na gotovo 700 m iznad doline u kojoj je sada Nacionalni park Ranthambhore, gusta džungla s tri jezera u kojoj obitava indijski tigar. Najslavniji vladar Ranthambhorea je bio Raja Sajraj Veer Singh Nagil (880. – 935.) koji je podigao njegove zidine duge gotovo 7 km. One zatvaraju područje s mnogim ruševinama starh palača, hramova, kenotafa, stepenastih bunara i kuća. Hindu palače Hammir Mahal (1281. – 1301.) i Rani Mahal (1283. – 1381.) dominiraju kraljevskim kompleksom koji je proširen u 17. i 18. st. palačama Supari Mahal i Dulha Mahal i paviljonima kao što je Battis Khamba Chattri. od vjerskih građevina tu su hindu hram Ganesh Mandir iz 5. st., ali i džamija s muslimanskim grobljem iz 14. st. |
|       | Gagron                        | 7. – 19. st.   | Jhalawar       | Jhalawar (distrikt)       | 24°36′N 76°09′E / 24.6°N 76.15°E            | Utvrda Gagron je podignuta u 7. ili 8. st. iznad spoja rijeka Ahu i Kali Sindh i pokriva cijelu jednu visoravan gorja Vindhyan od 23 ha. Glavni prilaz utvrdi je sa sjeverne strane kroz strmi prila s dva portala. Zidine su dvostruke pri čemu vanjske imaju obzide, a unutarnje imaju od 10 do 15 m visoke kružne bastione i krenelacije na vrhu, dok su na kutovima i do 25 m visoki bastioni. S južne strane utvrda se izdiže na 93,6 m visokoj stijeni iznad rijeke, koja se koristila za smaknuća. Unutra put vodi do hindu hramova kao što su Vaishnava, Madan Mohan i Dargah, koji je hram boga Hanumana, ali i muslimanska džamija iz 16. st. Dvorske palače su obnovljene u 18. i 19. st., kao što su jhalalske Sheesh Mahal i Mardana Mahal kralja Zalim Singh Jhale. |
|       | Utvrda Amer आमेर क़िला            | 11. – 18. st.  | Amer           | Jaipur (distrikt)         | 26°59′09″N 75°51′03″E / 26.9859°N 75.8507°E | Amerska utvrda se nalazi 11 km od Jaipura, a izgradio ju je Raja Man Singh I., na mjestu starije utvrde kralja Kakila Deva (1036. – 1038.), na brdu iznad jezera Maota. Podzemnim tunelima je povezana s utvrdom Jaigarh na višem brdu Cheel ka Teela („Brdo orlova”), kako bi se omogućilo da kraljevska obitelj u slučaju pada utvrde pobjegne u bolje utvrđeni Jaigarh. Njezine zidine okružuju područje od 28 ha u kojemu se nalaze Amerska palača i istoimeno selo na okolnom području od 492 ha. Palača je bila prijestolnicom Kachchwahala dinastije koja je vladala regijom Dhoondhar u 16. st. Jedinstvena odlika utvrde je vodovodni sustav koji je podizao vodu iz jezera Maota uz pomoć glinenih cijevi i perzijskog kotača s brojnim glinenim posudama do gornjih bazena. |
|       | Jailsamerska utvrda जैसलमेर दुर्ग | 1156. – 1647.  | Jaisalmer      | Jaisalmer (distrikt)      | 26°54′46″N 70°54′45″E / 26.9127°N 70.9126°E | Utvrdu je podigao rajputski vladar Rawal Jaisal 1156. godine u pustinji Thar, a oko nje je nastao današnji grad Jailsamer. Zbog žutog pijeska koji iz daljine stvara optičku iluziju poznata je i kao „Zlatna utvrda” (Sonar Kella, Sonar Quilla). Zidovi utvrde su visoki 75 m, a zamišljena je ne samo kao vojno uporište iz kojega je Rawal Jaisal kontrolirao trgovačke rute kroz Thar, nego i kao pravi grad koji je trebao zadovoljavati potrebe 10.000 stanovnika. Zbog toga se u njoj nalaze brojni povijesni spomenici. Gradina je i dan-danas nastanjena i u njemu živi oko četvrtina stanovnika Jailsamera. |

## Vanjske poveznice
- Chittorgarh Fort  Arhivirana inačica izvorne stranice od 25. travnja 2012. (Wayback Machine)
- Kumbhalgarh Fort of Rajasthan
- Jaisalmer Fort (Sonar Quila)